# Tân An (Bắc Giang)
Tân An is een xã in huyện Yên Dũng, een district in de Vietnamese provincie Bắc Giang.
Tân An ligt in het noordoosten van het district.